# アマチュア無線フェスティバル
アマチュア無線フェスティバル（アマチュアむせんフェスティバル）は、日本アマチュア無線連盟（以下、「JARL」）が主催するイベントである。通称「ハムフェア」。1975年4月12日、富士宮市朝霧高原グリーンパークで開催された第1回全日本ハムベンションを始まりとする。同年、同じく趣味のイベントであり後の世界最大の同人即売会となる第一回コミックマーケット(通称:コミケ)もスタートした。

## 概要
JARLが「アマチュア無線の健全な発展と技術の向上を図るため、これらに関する展示や催事をおこない、一般人にアマチュア無線について広く紹介するとともに、アマチュア無線家の情報交換と友好を深める」ことを目的に年1回開催し、全国各地はおろか世界各国から参加者が集まるアマチュア無線界のビッグイベントである。各アマチュア無線クラブによる活動報告、自作品やキット、オリジナルグッズ等の販売、電子部品、計測機器、中古無線機・ジャンク品などのフリーマーケット、無線機器メーカーによる展示や新製品発表、販売店による無線機器の展示即売等々が行われる。また、JARLによる各種サービス手続き・展示・公演の他、関連団体によるアマチュア無線や電波法に関する啓発や手続きの案内も行われる、国内最大のアマチュア無線イベントである。
開催年ごとにキャッチフレーズが設定され、テーマにそったブースが公開されたり、講演が行われたりする。
2019年時点での入場者数は約4万人前後と発表されているが、2日間での延べ人数であり、昼食や荷物運搬等での出入りも多く、実際のチケット販売数は非公表である。1990年代には延べ約6万人の入場者を数えていたとされるが、当時は3日間開催であった。
尚、JARL公式の案内文で「一般人にアマチュア無線について広く紹介する」と書かれている事があるが、貸切会場かつ入場料有料である。

## 会場の催事
- 展示・販売

各アマチュア無線クラブによる活動の紹介や研究成果発表、作品等の販売。
中古無線機、ジャンク機器、計測器、電子部品等の売買。
自作品コンテスト優秀作品の展示。
アマチュア無線機器メーカーの製品展示・新製品発表。
アマチュア無線機器販売店による出張販売
- 講演

著名アマチュア無線家による研究発表、DXペディションの報告、コンテスト成績優秀者の表彰など。
- 工作教室

簡単な電子工作、SWRメーターやモールスキーヤー等アマチュア無線周辺機器のはんだ付け工作。
- アマチュア無線家同士の交流

日本最大のアマチュア無線イベントのため、多くのアマチュア無線家が集い交流や情報交換を行う機会となっている。
全国的な参加者を持つクラブはこの機会に顔合わせや宴会を行っている。
- 第三級・第四級アマチュア無線技士当日受付試験

会場内の別室または近傍施設で実施される。
- ハムフェア記念局の公開運用

ハムフェアの実施を記念してJARLが記念局を開設する。アマチュア局を操作できる無線従事者であって、免許証を携帯しているJARL会員が運用することができる。
- JARLによるサービス

会費納入、アワード申請、QSLカード転送受付、モールス電信技能認定試験など。

## 出展申込の方法
出展するためには、例年5月ころまでに、開催要項に従いJARLに対して申込を行う必要がある。
この開催要項は、2023年まではJARLに連絡し郵送してもらう必要があったが、2024年からは申込に必要な資料一式がWEBで公開されるようになった。なお、従来より前年の出展者には郵便にて出展案内が送付される。
例年7月頃に出展者向けの説明会兼小間割り抽選会が実施される。

### 出展区分
2023年以前は「一般」と「純粋」の2種類の出展区分が存在し、販売の有無によって料金が分けられる料金体系となっていたが、2024年以降は全てのブースで物販可に統一され、占有面積と設備による料金となった。

### 出展費用
2024年から料金体系が刷新された。クラブコーナーの出展費用は次の通り。
| Aタイプ(物販可)       | 1.98 x 1.98m | 39,600円 | パーティション囲い, 机1, 椅子2, 出展者証3                 |
| Aタイプ(物販可) 2小間 | 3.96 x 1.98m | 68,200円 | パーティション囲い, 机2, 椅子4, 出展者証4                 |
| Bタイプ(物販可)       | 1.98 x 1.98m | 33,000円 | 出展者証2, 什器類はオプション(持ち込み可)                 |
| Bタイプ(物販可) 2小間 | 3.96 x 1.98m | 55,000円 | 出展者証3, 什器類はオプション(持ち込み可)                 |
| Cタイプ(物販可)       | 0.99 x 0.99m | 18,700円 | 出展者証2, 什器類はオプション(持ち込み可), 説明会出席不要 |

・電源はAタイプのみオプションとして別途14,520円で利用可能。
・搬入出に自動車を乗り入れる場合は別途6,000円で許可証を購入する必要がある。

## 自作品コンテスト
アマチュア無線に関する機器などを自作し、そのアイディアや技術を競い、その活動を奨励する事を目的としたコンテストである。アマチュア無線を愛好する個人もしくは団体を対象としている。応募にあたっては、1人(1団体)あたり1件まで、雑誌等で発表していない事、机に乗る程度の寸法重量である事等の制約がある。
賞の構成
- 最優秀賞(総務大臣表彰): 各部門1名
- 優秀賞、特別賞: 若干名
- 会長賞(小中学生対象): 各1名

上記の他、年によっては奨励賞やアイディア賞など明記されていない賞が発表される事がある。
また、参加者全員に、参加賞としてハムフェア一般入場券が贈呈される。

### 部門

#### 規定部門
- 毎年JARLが定めたテーマに沿った作品である事。

#### 自由部門
- 一般の部: アマチュア無線に関係する作品であれば自由に参加する事ができる。但し電子機器に限る。
- 小中学生の部: 電子工作機器全般が対象となる。

### 審査
審査は書類審査と現物審査の2段階となっている。
現物審査では、アイディアやデザインだけでなく、仕様書および取扱説明書がわかりやすい事とされる。送信機の場合は電波の質を重視するとされている。
提出した作品一式はイベント終了後に返却されるが、仕様書や説明書などの資料は返却しない事になっている。

### 発表
受賞作品はWEBにて発表される。2016年までは1次審査通過作品が全て掲載されていたが、2017年以降は入賞作品しか掲載されなくなった。
また、受賞者はハムフェア会場のステージにて表彰式が行われ、作品はハムフェア会場のJARLコーナーの一角で展示される。

## 臨時国家試験
日本無線協会による第四級及び第三級アマチュア無線技士の臨時国家試験が開催される。
通常の国家試験では申し込みから数ヵ月、結果発表に2週間程度待たされるが、臨時国家試験では当日受付、当日結果発表となっている。
受験方法については日本無線協会のWEBサイトで案内されている。

## その他、既に終了したと思われる企画等
- JARLリサイクルコーナー: 最終開催は2002年。個人間の中古機材の売買をJARLが斡旋していた[5]。
- こんにちは広場: 1982年頃に開催されていたフリーマーケットコーナー。数千円程度で出展できたとされる[6]。
- 技研コーナー: JARL技術研究所による自作品の計測や簡単な試験、アマチュア無線の技術でできる電波天文の解説、D-STAR関連の展示や実験などが行われていた。技研の廃止と共に消滅した。
- 絵画コンクール： アマチュア無線に対する夢や希望を青少年が絵画で表現し、アマチュア無線への理解と次代のアマチュア無線の健全な発展を願う事を目的とする。高校生以下であればアマチュア無線資格の有無に関係なく自由に参加でき、最優秀賞(総務大臣表彰)及び、若干名の優秀賞、努力賞が贈呈された。

## 沿革
アメリカ合衆国・オハイオ州デイトンで毎年開催されている「デイトン・ハムベンション」を範として、1975年（昭和50年）4月に「全日本ハムベンション」が静岡県富士宮市朝霧高原グリーンパークで開催された。翌1976年（昭和51年）9月に第2回も開催され、この実績を引き継ぐ形で、1977年（昭和52年）9月にJARL主催の「アマチュア無線フェスティバル」として、東京晴海の東京国際見本市会場南館で開催された。
1978年（昭和53年）の第２回アマチュア無線フェスティバルからは、8月第3金曜日から翌々日の日曜日までの3日間の開催となった。
1983年（昭和58年）のハムフェア'83からは、それまで日本アマチュア無線機器工業会（JAIA）が独立して開催していた「JAIAフェア」（JAIA加盟メーカーによる機器の展示会）が合流した。
1996年（平成8年）のハムフェア'96からは、東京国際見本市会場が閉鎖したことに伴い会場が東京ビッグサイトに変更されたが、会場費用の問題から1999年（平成11年）のハムフェア'99からパシフィコ横浜に変更された。その後2002年（平成14年）のハムフェア2002からビッグサイトに戻った。
2003年（平成15年）から土・日2日間に短縮された。
2020年東京オリンピック開催に伴う会場不足を理由としてハムフェア2020の開催が危ぶまれたが、オリンピック期間を外す形で10月31日～11月31日に開催する旨を発表した。しかし最終的には、新型コロナウィルス感染拡大防止の観点から、2020年7月に中止が発表された。
ハムフェア2021は、2020年東京オリンピック開催に伴う会場不足の関係から10月2日～10月3日に実施予定であったが、新型コロナウィルスのいわゆるデルタ株の広がりなどを背景に、実施予定日2週間前の9月13日に中止を発表した。
2024年（令和６年）のハムフェア2024は有明GYM-EXで実施された。

### 年表
- 1975年（昭和50年） - 「全日本ハムベンション」開催（静岡県富士宮市）、主催は全日本ハムベンション実行委員会。
- 1977年（昭和52年） -  JARLが主催する「アマチュア無線フェスティバル」として、東京国際見本市会場（東京都中央区）で実施。入場者数約2万6千人。
- 1983年（昭和58年） - JAIAフェアが合流参加。
- 1987年（昭和62年） - 通称名が「ハムフェア」となる。
- 1991年（平成3年） - 入場者数が6万人となる。
- 1993年（平成5年） - 入場者数6万1千人（最高記録）。
- 1996年（平成8年） - 東京ビッグサイト（東京都江東区）へ会場変更。
- 1999年（平成11年） - パシフィコ横浜（神奈川県横浜市西区）へ会場変更。
- 2002年（平成14年） - 東京ビッグサイトへ会場変更。
- 2003年（平成15年） - 開催期間が２日間に短縮。
- 2020年（令和2年） - 新型コロナウイルス感染症の感染拡大防止のため中止。
- 2021年（令和3年） - 新型コロナウイルス感染症の感染拡大防止のため中止。
- 2024年（令和6年） - 有明GYM-EXへ会場変更。

| 開催回 | 開催日         | テーマ                                                                            | コール サイン   | 会場    | 通常 | 純粋 | 企業 団体 | 来場者数             | 備考                                                                                                 |
| ------ | -------------- | --------------------------------------------------------------------------------- | --------------- | ------- | ---- | ---- | --------- | -------------------- | --- |
| -2     | 1975年4月12日  | 大空にはばたこう                                                                  | JH1ZAZ/2        | 朝霧    |      |      |           |                      | |
| -1     | 1976年9月25日  | 価値ある未来の創造・50年を迎えたアマチュア無線                                    | 8J2HAM          | 朝霧    |      |      |           |                      | |
| 1      | 1977年9月23日  | あなたも主役・みんなで楽しい                                                      | 8J1HAM          | 晴海南  |      |      |           | 26,000(3日延べ)      | |
| 2      | 1978年10月27日 | こころのふれあい                                                                  | 8J1HAM          | 晴海西  |      |      |           | 24,000(3日延べ)      | |
| 3      | 1979年8月17日  | 世界を結ぼう                                                                      | 8J1HAM          | 晴海1   |      |      |           | 28,000(3日延べ)      | |
| 4      | 1980年8月22日  | 君の手に新しい世界を                                                              | 8J1HAM          | 晴海1   |      |      |           | 34,000(3日延べ)      | |
| 5      | 1981年8月21日  | アマチュア無線とコンピュータ・障害者とアマチュア無線                              | 8J1HAM          | 晴海1   |      |      |           | 32,000(3日延べ)      | ミズホ通信 初代ピコ6の試作機(50MHz DSB)を発表                                                        |
| 6      | 1982年8月20日  | 翔ばせハムフェア82                                                                | 8J1HAM          | 晴海1   |      |      |           | 36,000(3日延べ)      | こんにちは広場                                                                                       |
| 7      | 1983年8月19日  | とどけ、世界に！                                                                  | 8J1HAM          | 晴海1   |      |      |           | 38,000(3日延べ)      | JAIAフェアがハムフェアに合流                                                                         |
| 8      | 1984年8月24日  | ふれあいニューメディア                                                            | 8J1HAM          | 晴海1   |      |      |           | 48,000(3日延べ)      | |
| 9      | 1985年8月23日  | 翔べ！ＪＡＳ-１                                                                   | 8J1HAM          | 晴海1   |      |      |           | 50,000(3日延べ)      | |
| 10     | 1986年8月22日  | 地球をめぐる！                                                                    | 8J1HAM          | 晴海1   |      |      |           | 53,000(3日延べ)      | |
| 11     | 1987年8月21日  | ハムニケーションしよう                                                            | 8J1HAM          | 晴海1,2 |      |      |           | 54,000(3日延べ)      | |
| 12     | 1988年8月26日  | 好きです電波、行きます晴海                                                        | 8J1HAM          | 晴海1,2 |      |      |           | 57,000(3日延べ)      | |
| 13     | 1989年8月25日  | 夏だ晴海だ！ハムフェア89                                                          | 8J1HAM          | 晴海1,2 |      |      |           | 58,000(3日延べ)      | |
| 14     | 1990年8月24日  | われらが舞台、ハム天90！                                                          | 8J1HAM          | 晴海1,2 |      |      |           | 59,000(3日延べ)      | |
| 15     | 1991年8月23日  | 太陽ぎらぎら、晴海で会おう                                                        | 8J1HAM          | 晴海1,2 |      |      |           | 60,000(3日延べ)      | |
| 16     | 1992年8月21日  | 晴海はあまちゅあアイランド！                                                      | 8J1HAM          | 晴海1,2 |      |      |           | 60,000(3日延べ)      | |
| 17     | 1993年8月20日  | 夏だ！晴海にチューニング！                                                        | 8J1HAM          | 晴海1,2 |      |      |           | 61,000(3日延べ)      | |
| 18     | 1994年8月19日  | 晴海は今年もハムファミリー・国際家族年                                            | 8J1HAM          | 晴海1,2 |      |      |           | 51,000(3日延べ)      | |
| 19     | 1995年8月25日  | 晴海はじける ハムエナジー！                                                       | 8J1HAM          | 晴海1,2 |      |      |           | 53,000(3日延べ)      | |
| 20     | 1996年8月23日  | ビッグサイトでエキサイト                                                          | 8J1HAM          | 西1,2   |      |      |           | 55,000(3日延べ)      | |
| 21     | 1997年8月22日  | ハムシティー ビッグサイトを埋めつくせ！                                           | 8J1HAM          | 西1,2   |      |      |           | 51,500(3日延べ)      | |
| 22     | 1998年8月21日  | アマチュア無線って何だろう 仲間になれば超楽しい                                   | 8J1HAM          | 西1,2   |      |      |           | 45,000(3日延べ)      | |
| 23     | 1999年8月20日  | みなとみらいで大発見！ハムフェア99                                                | 8J1HAM          | 横浜    |      |      |           | 42,000(3日延べ)      | |
| 24     | 2000年8月18日  | アンテナビームは21世紀！                                                          | 8J1HAM          | 横浜    |      |      |           | 13,500、16,000、9500 | ハムフェア会場にて映画「オーロラの彼方へ(Frequency)」パンフレット配布                                |
| 25     | 2001年8月31日  | 21世紀の扉を開けよう                                                              | 8J1HAM          | 横浜    |      |      |           | 11,000、15,000、9000 | |
| 26     | 2002年8月24日  | JARL誕生75年 リフレッシュ・ハムフェア！                                           | 8N1HAM          | 西3,4   |      |      |           | 17,000、11,000       | ハムフェア開催日程が2日間に短縮 D-STARの展示・デモ通信を実施、ID-1発売                               |
| 27     | 2003年8月23日  | 世界をめざそう！アマチュア無線                                                    | 8N1HAM          | 西2     |      |      |           | 17,000、11,000       | JARLリサイクルコーナーがなくなる                                                                     |
| 28     | 2004年8月21日  | 電波で楽しむ ニューメディア                                                       | 8J1A            | 西2     |      |      |           | 15,000、12,000       | |
| 29     | 2005年8月20日  | 不思議を楽しむ アマチュア無線                                                     | 8J1A            | 西2     |      |      |           | 16,000、13,000       | |
| 30     | 2006年8月19日  | ハムフェア楽しさ見つけて30年                                                      | 8J1A            | 西2     |      |      |           | 17,000、12,000       | |
| 31     | 2007年8月25日  | あなたも帰りは、モールス仲間                                                      | 8J1A            | 西2     |      |      |           | 18,000、12,000       | |
| 32     | 2008年8月23日  | 電波で遊ぼう アマチュア無線                                                       | 8J1A            | 西2     |      |      |           | 18,000、11,000       | |
| 33     | 2009年8月22日  | 世界をめぐる楽しさ！アマチュア無線                                                | 8J1A            | 西2     |      |      |           | 20,000、11,000       | ハムフェア2日目、西1で コミティア89 が開催され隣接となる                                             |
| 34     | 2010年8月21日  | アウトドアで楽しさ再発見！                                                        | 8J1A            | 西2     |      |      |           | 20,000、11,000       | |
| 35     | 2011年8月27日  | 社会につながるアマチュア無線                                                      | 8J1A            | 西2     |      |      |           | 21,000、11,000       | |
| 36     | 2012年8月25日  | ビッグサイトで見つけるハムの未来                                                  | 8J1A            | 西2     |      |      |           | 22,000、11,000       | |
| 37     | 2013年8月24日  | 楽しさ見つける 楽しさ見つかる ハムフェア2013                                      | 8J1A            | 西2     |      |      |           | 21,000、10,000       | |
| 38     | 2014年8月23日  | みんなで楽しむハムライフ                                                          | 8J1A            | 西2     |      |      |           | 23,000、11,000       | |
| 39     | 2015年8月22日  | JARL創立90周年記念                                                                | 8J190Y          | 西2     |      |      |           | 25,000、11,000       | |
| 40     | 2016年8月20日  | ハムフェア40周年 アマチュア無線で遊ぼう!!                                         | 8J1HAM          | 西2     |      |      |           | 25,000、12,000       | |
| 41     | 2017年9月2日   | 科学する心・探求する心 はじめよう アマチュア無線                                  | 8J1HAM          | 西3,4   | 116  | 83   | 32        | 26,000、13,000       | 自作品コンテスト一次審査通過作品の掲載がなくなる                                                     |
| 42     | 2018年8月25日  | 声のSNS アマチュア無線でつながる 君との出会い                                     | 8J1HAM          | 西2     | 110  | 82   | 37        | 27,000、12,000       | 22歳未満及び女性の入場料が会員非会員問わず無料化される                                               |
| 43     | 2019年8月31日  | 世界がともだち！アマチュア無線！！                                                | 8J1HAM          | 南3,4   | 112  | 78   | 33        | 30,000、12,000       | 記念局の女性優先時間帯が設けられる 例年行われていた次回日程の告知がないまま閉催する                  |
| 中止   | 2020年10月31日 | 令和にはばたけ アマチュア無線！                                                   | -               | 西3,4   | -    | -    | -         | -                    | 東京オリンピックによる会場不足により実施時期をずらしたが、最終的に新型コロナウイルスの影響により中止 |
| 中止   | 2021年10月2日  | 飛びだそう！アマチュア無線の新時代へ！！ ～ハムの世界 新たな息吹を!WAKAMONOたち～ | 8J1HAM 運用なし | 西3,4   | 54   | 53   | 21        | -                    | 新型コロナウイルスの影響により中止                                                                   |
| 44     | 2022年8月20日  | CQCQアマチュア無線！世代を超えてコミュニケーション                                | 8J1HAM          | 南3,4   | 72   | 65   | 33        | 25,000、10,000       | 出展料が値上げされる 記念局の女性優先時間帯が設けられる                                              |
| 45     | 2023年8月19日  | さあ行こう！アマチュア無線の新時代                                                | 8J1HAM          | 南3,4   | 86   | 59   | 25        | 31,000、12,000       | 出展料が値上げされる                                                                                 |
| 46     | 2024年8月24日  | アマチュア無線 de 新たな体験 in 有明                                              |                 | GYMEX   |      |      |           |                      | 出展要項がインターネットで閲覧可能となる 出展区分が従来と大きく変更となる                            |

※来場者数は主催者発表であり、実際のチケット販売数は非公開
会場凡例: 朝霧=朝霧高原グリーンパーク、晴海南=国際見本市会場南館、晴海西=国際見本市会場西館、晴海1,2=国際見本市会場新館1,2階、西1,2,3,4=東京ビッグサイト西1,2,3,4ホール、南3,4=東京ビッグサイト南3,4ホール、有明=有明体操競技場

## 地方本部主催のイベント
一部のJARL地方本部では、小規模なハムフェアとも言えるイベントを開催している。
- 関西アマチュア無線フェスティバル　通称は「関（かん）ハム」。1996年（平成8年）より大阪府池田市で実施。5月や6月に実施されたこともあったが2008年（平成20年）からは7月に定着。
- 西日本ハムフェア　2002年（平成14年）より九州各地で3月に実施。2014年（平成26年）からは福岡県苅田町で実施。
- 北海道ハムフェア　1988年（昭和63年）[17]より1991年（平成3年）[18]までに札幌市で3回実施。2015年（平成27年）に24年振りに復活。